# クレマン・ロレ
クレマン・ロレ（Clément Loret, 1833年 - 1909年2月14日）は、ベルギーに生まれ、フランスに帰化したオルガニスト、作曲家。

## 生涯
ロレはデンデルモンデに生まれた。父イッポリト（Hippolyte）はデンデルモンデのノートル＝ダム教会にオルガンを建造するとともにそのオルガニストを務めていた人物であり、ロレが幼い頃から彼に音楽とオルガンの手ほどきをした。彼は7歳から教会でのオルガン演奏を始め、翌年からは時おり父の代役を務めるようになった。1846年に父がモンスのオルガニストに選任され、ロレはジュール・ドニューフの下で音楽の勉強を継続することになった。
1851年にブリュッセル王立音楽院に入学したロレは、ジャック＝ニコラ・レメンスにオルガンを、フランソワ＝ジョゼフ・フェティスに対位法を師事した。彼は1853年にオルガンで1等賞を獲得している。
ロレは1855年にパリを訪れた。レメンスは彼をオルガン制作者のアリスティド・カヴァイエ＝コルに紹介するべく一筆執ったものの、ロレにさしたる感銘を受けなかったカヴァイエ＝コルは彼に何も教えようとしなかった。しかしながら、ハーモニウム制作者のヴィクトル・ムステル（Victor Mustel）に出会ったロレはパリに残ることを決めた。彼はシュレンヌとパリのノートル＝ダム＝デ＝ヴィクトワール教会のオルガニストに就任する。その後、第二帝政期の1855年から1885年には、彼は国のバシリカとなったサン・ジュネヴィーヴ教会（現在のパンテオン）に建造された最新のオルガンのオルガニストとなった。これはカヴァイエ＝コルが制作したものだった。また、1858年から1866年にかけてはルイ・ニデルメイエールが合唱指揮者を務めるサン＝ルイ＝ダンタン教会のオルガニストも兼務した。
1858年にニデルメイエール音楽学校にオルガンの教授として迎えられた彼はガブリエル・フォーレ、アンリ・ルトカール、ウジェーヌ・ジグーら、当時のフランスを代表するオルガン奏者を育てた。
若くして死亡したロレの兄弟のシャルル（Charles）も音楽家、作曲家であった。また、ロレの妻であるPhilippine Coloniusも才能ある音楽家だった。2人の息子のヴィクトル・ロレも音楽家かつ音楽学者であり、高名なエジプト学者である。サン＝サーンスの友人であった彼はファラオの時代の音楽や楽器に関心を持つようになり、民族音楽学者としてSud de la Valléeの舞踏や音楽を書き起こしたのである。
ロレはコロンブに没した。

## 主要作品
ロレは自ら経営する出版社であったパリのLoret Fils & H. Freytagから、自作曲の一部を発表している。

### オルガン曲
- オルガン練習曲 全3巻 La Maîtrise、パリ、1859年
- オルガンのための24の練習曲（12曲は足鍵盤なし、12曲は足鍵盤あり） ウジェル、パリ
- ミサと晩課のための50のオルガン曲 Régnier-Canaux、パリ
- 足鍵盤なしの24のオルガン小品 Régnier-Canaux、パリ
- やさしい小品「崇高なる聖務」 ウジェル、パリ
- オルガンソナタ第1番 ト短調 Op.25 （1889年）
- オルガンのための後奏曲「アレルヤ！」 変ホ長調
- 田園風幻想曲
- 「結婚の祝福」 イ長調
- カノンの形式による2つの表現のための楽曲
- クリスマス・キャロルによるオルガンのための変奏曲 （1890年）
- オルガンのための12の作品 （1898年）
  - 1. 「アレグロ・マエストーソ」 ト短調
  - 2. 「祈り Prière」 変ホ長調
  - 3. 「シャコンヌ」 変ロ長調
  - 4. 「奉献曲」 ニ長調
  - 5. 「前奏曲とフーガ」 変ロ長調
  - 6. 「小曲 Pièce légère」 ト長調
  - 7. 「大合唱」 変ロ長調
  - 8. 「聖体奉挙」 変ホ長調
  - 9. 「スケルツォ」 ロ短調
  - 10. 「聖体拝領」 イ長調
  - 11. 「カンティナーレ」 ヘ長調
  - 12. 「終曲」 ニ短調
- ヘンデルの『6つのオルガン協奏曲 Op.4』のオルガン独奏用編曲 avec points d’orgue (cadences)
- ヘンデルの『6つのオルガン協奏曲 Op.7』のオルガン独奏用編曲 avec points d’orgue (cadences)
- オルガンのための全奏法 Méthode complète pour orgue
  - I. 足鍵盤なしのオルガン
  - II. 足鍵盤ありのオルガン
  - III. 現代のオルガンと即興演奏の組み合わせ
  - IV. カントゥス・プラヌスとその伴奏
- 性格的楽曲 : Absence – Pastorale – Mélancolie – Prise de voile – Sur les ondes – Boléro – La Flûte enchantée (Mozart) – Enivrement – Cantilène – Souvenir – Les pifferari – Alceste (Gluck)

オルガンのための6つの作品 (v. 1900)
- Op.40 『結婚行進曲』 変ロ長調
- Op.41 『カンタービレ』 ロ短調
- Op.42 『祈り Prière』 変ニ長調
- Op.43 『アンダンテ・レリジオーソ』 ト長調
- Op.44 『カンツォーネ』 ロ短調
- Op.45 『スケルツォ＝ファンファーレ』 ト長調

### 歌曲
Glisse ô ma barque (barcarolle) - Les deux captifs - Dis-moi je t’aime - Dormez (sérénade) - L’enfant de la négresse - La fleur - L’oreiller d’un enfant - Rêver, prier, aimer - L’été - Oui, c’est toi que j’aime （パリ）

### ピアノ曲
- 練習曲
- 性格的楽曲 : 『春のしずく』（マズルカ） – 『スケルツォ』 – 『夢想＝夜想曲』 – 『ロンド』 – 『湖の雨 Pluie dans le lac』 – 『アンダンティーノ』 – 『我が子よ眠れ Dors mon enfant』 – 『カプリース＝マズルカ』 – 『行進曲』 – 『チロルのワルツ』 （パリ）
- 前奏曲とフーガ
- 歌詞のないロマンス

### その他
- ハーモニウムのための『12の小品』
- ハーモニウムとピアノのための『12の小品』
- ピアノとオルガンのための『夜想曲第2番』
- ピアノとオルガンのための『ボレロ』
- 大管弦楽のための交響曲 ニ長調 （未出版）
- オラトリオ『Le Calvaire』 （未出版）
- ピアノ協奏曲 （未出版）